# BBC Live in Concert (Ayers)
BBC Live in Concert is het negentiende album van de Britse progressieve rock musicus Kevin Ayers.
Het is een opname van een concert van Ayers in het Paris theater in Londen, in januari 1972.

## Tracklist
1. Lady Rachel
2. May I?
3. Clarence In Wonderland
4. Whatevershebringswesing
5. There Is Loving
6. Margaret
7. Colores Para Dolores
8. All This Crazy Gift Of Time
9. Why Are We Sleeping ?

## Bezetting
- Kevin Ayers: zang, gitaar

Met:
- Mike Oldfield gitaar, basgitaar
- David Bedford keyboard
- Lol Coxhill saxofoon / dwarsfluit
- Dave Dufort drums

& een 12-man groot orkest
- Barry St.John achtergrondzang
- Doris Troy achtergrondzang
- Lisa Strike achtergrondzang